# Your Love Is So Good for Me
«Your Love Is So Good for Me» (с англ. — «Твоя любовь так хороша для меня») — песня, записанная американской певицей Дайаной Росс для её восьмого студийного альбома Baby It’s Me 1977 года. Автором песни выступил Кен Питерсон, а продюсером — Ричард Перри.
Песня была выпущена как сингл в 1978 году, хотя ещё в октябре 1977 года попала, в отличие от лид-сингла «Gettin’ Ready for Love», выпущенного в это же время, в танцевальный чарт США. Дело в том, что сам альбом вышел в сентябре, а первый сингл был выпущен только в октябре. За это время диджеи стали самостоятельно ставить треки с альбома в клубах, таким образом «Your Love Is So Good for Me» и «Top of the World», попали в чарт не будучи синглами в октябре. Песня быстро поднялась до 15-й позиции и продержалась там 18 недель. В «горячей сотне» песня имела меньший успех, добравшись только до 49-й строчки.
На 20-й церемонии «Грэмми» песня получила номинацию, ещё не будучи синглом, в категории «Лучшее женское вокальное исполнение в стиле ритм-н-блюз», однако уступила «Don’t Leave Me This Way» Тельмы Хьюстон.

## Варианты издания
7" сингл
A. «Your Love Is So Good for Me» — 3:49
B. «Baby It’s Me» — 3:09
12" сингл
A. «Your Love Is So Good for Me» — 6:27
B. «Baby It’s Me» — 3:12

## Позиции в хит-парадах
| Хит-парад (1977—1978)                 | Высшая позиция |
| ------------------------------------- | -------------- |
| Канада (RPM Top Singles)              | 66             |
| США (Billboard Dance Club Songs)      | 15             |
| США (Billboard Hot 100)               | 49             |
| США (Billboard Hot R&B/Hip-Hop Songs) | 16             |
| США (Cashbox Top 100)                 | 36             |